# M270 다연장 로켓 발사 시스템
M270 다연장로켓 발사 시스템(M270 Multiple Launch Rocket System; M270 MLRS)은 미국의 다연장 로켓포이다.
1983년 미국 육군에 최초로 인도되었다. 유럽에 널리 수출되었고, 또한 유럽에서 생산되고 있다. 발사대는 1300대, 700,000발의 로켓이 생산되었다. 1991년 걸프전에 사용되어 그 유효성을 입증했다. 이라크군이 강철비라는 별명으로 불렀다. 2003년에 생산이 중단되었고, 마지막으로 이집트 육군이 인도받았다.

## 에이태킴스
MGM-140 ATACMS는(육군 전술 미사일 시스템, Army Tactical Missile System, ATACMS, 에이태킴스)는 미국 록히드 마틴사가 개발한 육군 전술용 단거리 지대지 미사일이다. 발사대는 227mm 다연장 로켓포시스템을 이용하여 사용할 수 있다. 다연장 로켓 6발 발사대에서 ATACMS 1발을 발사할 수 있다. 기존의 미 육군 랜스 미사일을 대체하기 위해 개발되었다.

### MGM-140 ATACMS
*지름: 0.61 m (24 in)
- 날개폭: 1.4 m (55 in)
- 중량: 1670 kg (3690 lb)

*MGM-140C (MGM-164A): 1480 kg (3270 lb)*고도: > 50 km (30 miles)
- 사거리: 300 km  - MGM-140B/E: 300 km (186 miles)
  - MGM-140C (MGM-164A): 140 km (87 miles)
- 추진방식: 고체연료 로켓
- 탄두: 560 kg (1240 lb) (950개의 M74 APAM 자탄);  - MGM-140B: 160 kg (353 lb) (275개의 M74 APAM 자탄);
  - MGM-140C (MGM-164A): 268 kg (592 lb) (13개의 BAT 자탄);
  - MGM-140E (MGM-168A): 227 kg (500 lb) WAU-23/B unitary high-explosive

### MGM-164 ATACMS II
- 길이: 4.0 m (13 ft)
- 지름: 0.61 m (24 in)
- 날개폭: 1.4 m (55 in)
- 중량: 1480 kg (3270 lb)
- 고도: > 50 km (30 miles)
- 사거리: 140 km (87 miles)
- 추진방식: 고체연료 로켓
- 탄두: 268 kg (592 lb) (13개의 BAT 자탄)

### MGM-168 ATAMCS Block IVA
- 길이: 4.0 m (13 ft)
- 지름: 0.61 m (24 in)
- 중량: ?
- 고도: > 50 km (30 miles)
- 사거리: 300 km (186 miles)
- 추진방식: 고체연료 로켓
- 탄두: 227 kg (500 lb) WDU-18/B unitary high-explosive

### 대한민국의 에이태킴스 도입
대한민국이 1999년부터 도입하려고 했던 에이태킴스 도입사업을 1998년부터 도입하기로 하여, 미국 록히드 마틴사로부터 사거리 1백65km인 ATACMS 블록1형 1백10기와 구경 227 mm인 사거리 40 km의 다연장 로켓 2백79기 및 발사대 29대를 2000년까지 도입하였다.
대한민국 국방부는 4일 “미국 록히드 마틴사로부터 사정거리 300km의 중거리 지대지 미사일인 에이태킴스(ATACMS) 블록1A 110발과 발사대 29문을 올해부터 오는 2004년까지 3,900억원의 예산을 들여 도입하기로 했다”고 밝혔다. 길이 3.98ｍ, 지름 61cm이며 1발 당 가격은 13억원이다.
대한민국 국방부의 고위소식통은 5일 “미 록히드마틴사가 제작한 사정 300km의 전술 지대지 미사일인 ‘에이태킴스(ATACMS) 블록 1A’ 미사일이 빠르면 연내에 동부전선에 실전 배치될 예정”이라며 “내년 말까지 110발이 도입될 것”이라고 말했다.
에이태킴스 미사일은 현무 미사일과 사거리가 동일한 300 km이다. 그러나, 에이태킴스가 1.5톤 무게인 반면에, 현무는 6톤이 넘는다. 무게가 4배 차이 난다.

## 사용국
- 바레인: 육군 (9)
- 덴마크: 육군 (12) (퇴역)
- 이집트: 육군 (26)
- 핀란드: 육군 (22)
- 프랑스: 육군 (56)
- 독일: 육군 (50+202)
- 그리스: 육군 (36)
- 이스라엘
- 이탈리아: 육군 (22)
- 일본: 육상자위대 (90)
- 네덜란드: 육군 (퇴역, 핀란드에 수출) (30)
- 노르웨이: 육군 (12) (퇴역)
- 대한민국: 대한민국 육군 (58) M270 48문 + M270A1 10문
- 튀르키예: 육군 (12)
- 영국: 육군 (67)
- 미국: 육군 (840+151)

## 같이 보기
- 카추사 로켓
- 에이태킴스 미사일